# Unités auxiliaires
Les unités auxiliaires ou unités auxiliaires du GQG sont des unités spécialement formées, très secrètes, créées par le gouvernement du Royaume-Uni durant la Seconde Guerre mondiale, dans le but de résister à l'occupation prévue du Royaume-Uni par l'Allemagne nazie, après l'invasion planifiée sous le nom de code Opération Seelöwe. Ayant eu l'avantage de voir la chute des nations d'Eurcontinentales, le Royaume-Uni a été le seul pays, pendant la guerre, qui a pu créer un tel mouvement de résistance préalablement à une invasion.
La création de ces unités, qui parfois étaient considérées comme une partie de l'Organisation de résistance britannique, a été décidée par Winston Churchill au début de l'été 1940. Il a nommé le colonel Colin Gubbins pour les mettre en place. Les unités auxiliaires répondaient au GQG de la Home Forces, mais ont été organisées, comme si elles faisaient partie de la Home Guard locale.
Gubbins était soldat de l'armée de terre britannique, qui avait acquis une expérience et une expertise considérables dans la guérilla lors de l'intervention alliée dans la guerre civile russe et la guerre anglo-irlandaise. Plus récemment, il était revenu de Norvège, où il avait dirigé des compagnies indépendantes, les prédécesseurs des commandos britanniques. Par la suite, il passera au Special Operations Executive (SOE).

## Débuts
Gubbins a fait appel à plusieurs officiers qui avaient servi dans les compagnies indépendantes en Norvège, ainsi qu'à d'autres qu'il avait connus là-bas. Les unités étaient découpées à l'échelle d'un comté, et seraient probablement fragmentées et isolées les unes des autres. La priorité a été donnée aux comtés les plus soumis au risque d'une invasion ennemie, les deux plus vulnérables étant le Kent et le Sussex dans le sud-est de l'Angleterre. Les deux officiers les plus connus de cette période ont été : le capitaine Peter Fleming des Grenadier Guards et le capitaine Mike Calvert, des Royal Engineers. Fleming venait d'une famille de banquiers célèbres et était le frère aîné de Ian Fleming. Calvert avait récemment servi dans le 5e bataillon, des Scots Guards, qui avait été formé pour combattre skis au pied en Finlande. Ces deux hommes étaient trop précieux pour rester inactifs, si bien qu'une fois la menace de l'invasion passée, les deux ont servi en Birmanie, Fleming dans un travail de désinformation, Calvert dans les Chindits.
Les « unités de combat » étaient des patrouilles opérationnelles, soutenues par des sections spéciales (Special Duty Sections) constituées de civils locaux. Ce groupe agissait comme observateur pour les équipes action. En outre, une structure des transmissions tenterait de relier les bandes isolées dans un réseau national qui pourrait agir de concert, au nom d'un gouvernement britannique en exil et ses représentants encore au Royaume-Uni.
Certaines légendes entourent les unités auxiliaires. Les membres étaient supposés être contrôlés par un officier de la police locale qui devait, selon des ordres scellés donnés aux patrouilles opérationnelles et devant être ouverts uniquement en cas d'invasion, être assassiné pour empêcher la composition des unités auxiliaires d'être révélée.
Les unités auxiliaires ont été maintenues en l'état bien après que toute menace d'invasion immédiate nazie soit passée et ont été suspendues seulement en 1944. Plusieurs membres des unités auxiliaires ont ensuite rejoint le Special Air Service. Beaucoup d'hommes ont combattu durant la campagne en France fin 1944, notamment durant les opérations Houndsworth (en) et Bulbasket.
L'existence de ces unités n'a été connue du public que dans les années 1990, même si un livre a été publié sur le sujet en 1968.

## Sections des opérations spéciales et transmissions
Les membres des sections des opérations spéciales (Special Duties Sections) ont été largement recrutés dans la population civile. Elles comptaient environ 4 000 membres. Ils avaient été formés pour identifier les véhicules, les officiers de haut rang et des unités militaires, et étaient chargés de recueillir des renseignements et de transmettre ces informations dans des boîtes aux lettres mortes. Les rapports seraient collectés par les coureurs et transmis à l'un des plus de 200 émetteurs radio secrets opérés par du personnel civil des transmissions.

## Patrouilles opérationnelles

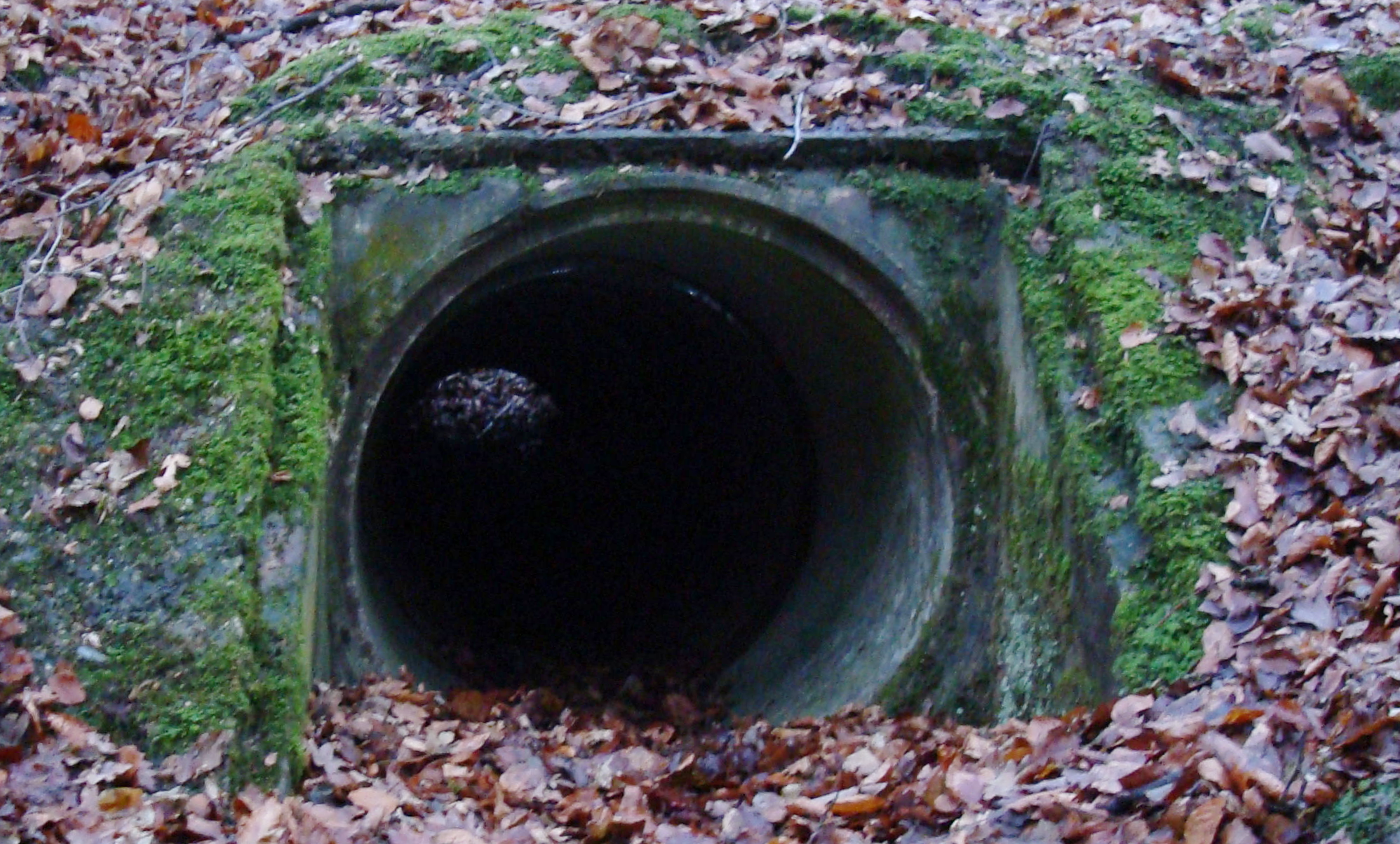
Sortie de secours d'une base opérationnelle des unités auxiliaires.

Les patrouilles opérationnelles étaient constituées de quatre et huit hommes, souvent des agriculteurs ou des propriétaires fonciers et généralement recrutés parmi les membres les plus capables de la Home Guard, qui avaient une excellente connaissance de l'environnement local et la capacité à vivre de la terre. Comme couverture, les hommes ont été affectés au bataillon 201 de la Home Guard (Écosse), au 202 (nord de l'Angleterre), ou au 203 (sud de l'Angleterre) et ont reçu des uniformes de la Home Gard, même s'ils n'étaient pas réellement des unités de la Home Guard.
Environ 3 500 hommes ont été formés via des cours le week-end à Coleshill House, près de Highworth, dans le Wiltshire, à l'art de la guérilla, y compris l'assassinat, le combat à mains nues, la démolition et le sabotage.
Chaque patrouille était une cellule autonome, qui devrait être auto-suffisante et opérationnellement autonome dans le cas d'une invasion, opérant généralement dans un rayon de 15 miles. Elles disposaient d'une base opérationnelle souterraine dissimulée, généralement construite par les Royal Engineers dans une forêt locale, avec une entrée camouflée et un tunnel d'évacuation d'urgence. On pense que 400 à 500 de telles bases ont été construites. Certaines patrouilles avaient également un poste d'observation camouflé. Les patrouilles disposaient également d'une sélection des dernières armes dont un pistolet silencieux ou le pistolet mitrailleur Sten et le couteau «commando» Fairbairn-Sykes, des quantités d'explosifs plastic, des engins incendiaires, et la nourriture pour tenir deux semaines. Les membres étaient prévenus qu'ils seraient tués s'ils étaient capturés, et on attendait d'eux qu'ils se suicident, plutôt que d'être pris vivants.
La mission de ces unités était d'attaquer les forces d'invasion derrière leurs propres lignes tandis que les forces conventionnelles se repliaient sur la ligne de la dernière chance, la ligne GHQ. Les aéronefs, les dépôts de carburant, les lignes de chemin de fer, et les dépôts étaient leurs cibles principales, tout comme l'étaient les officiers supérieurs allemands. Les patrouilles reconnurent secrètement les maisons rurales locales qui pourraient être utilisées par des officiers allemands.